# Ludger Mintrop

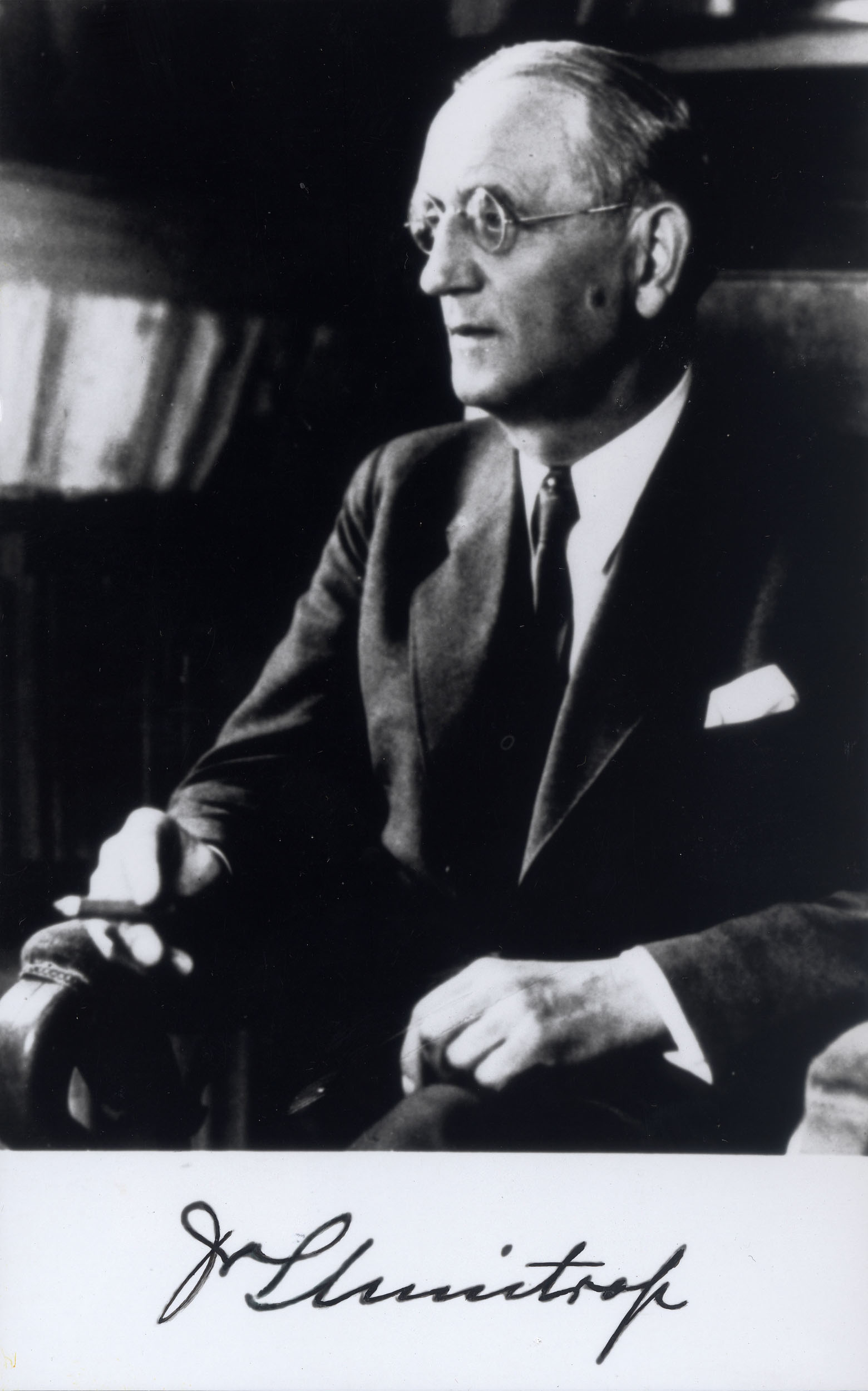
Ludger Mintrop

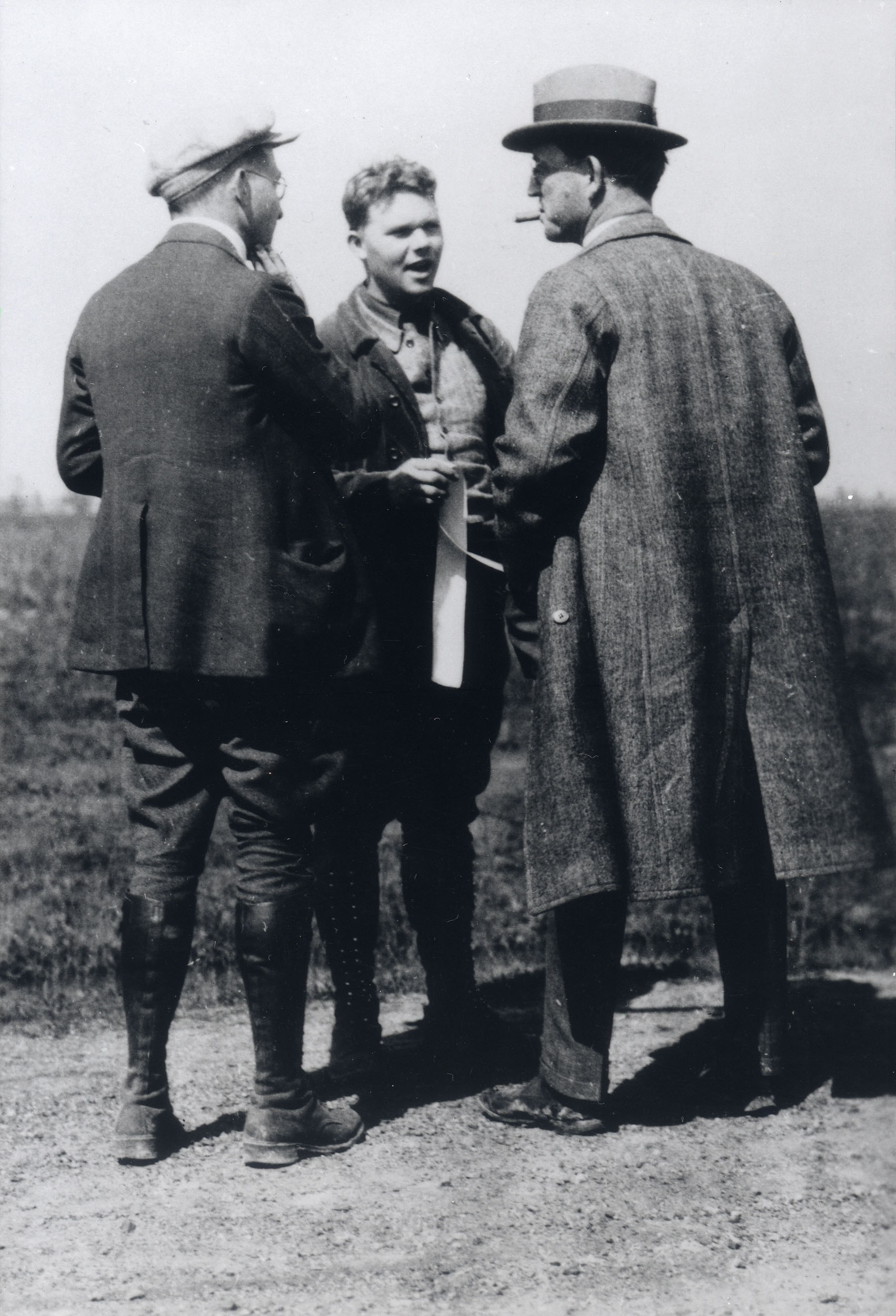
Mintrop (r.) und Kollegen der Seismos

Ludger Mintrop (* 18. Juli 1880 in Werden an der Ruhr (heute Essen); † 1. Januar 1956 in Essen) war ein deutscher Markscheider und Geophysiker. Er gilt als Erfinder der seismischen Verfahren zur Exploration von Kohlenwasserstoffen und Mineralen (Patent 1916).

## Leben und Wirken
Mintrop wurde in eine bedeutende Familie, die auch schon den Maler Theodor Mintrop hervorbrachte, auf dem Gut Barkhoven im heutigen Essen-Werden geboren. Nach Erlangung der Primareife am Realgymnasium in Aachen absolvierte Mintrop zunächst ein markscheiderisches Praktikum und nahm anschließend an der Bergakademie Berlin das Studium der Markscheidekunde auf. Nach erfolgreich bestandener Abiturprüfung in Aachen schrieb er sich 1903 an der dortigen Technischen Hochschule Aachen bei Karl Haußmann ein. Nach bestandener Markscheiderprüfung am 12. Mai 1905 am Oberbergamt in Dortmund übernahm er als planmäßiger Assistent die Vorlesungen für den erkrankten Haußmann und wechselte auf dessen Rat 1907 nach Göttingen zu dem berühmten Erdbebenforscher Emil Wiechert. Im Jahre 1908 folgte er einem Ruf an die Bochumer Bergschule, wo er neben seiner Lehrtätigkeit im Auftrag der Westfälischen Berggewerkschaftskasse ab 1907 die seismologische Station aufbaute und als Leiter betreute. Am 9. August 1910 heiratete er die aus Essen-Rellinghausen stammende Bürgermeister-Tochter Elisabeth Sartorius. Er schloss am 1. Februar 1911 sein Studium in Göttingen mit einer seismischen Arbeit ab.
Mintrop entdeckte 1920 das Auftreten der Kopfwelle („Mintrop-Welle“) im seismischen Wellenfeld, welche die Grundlage für refraktionsseismische Messung ist. Im Jahr 1917, er war zu diesem Zeitpunkt Mitglied der Artillerieprüfungskommission erhielt er Patente für einen Erschütterungsmesser, für einen leichten Feldseismographen sowie für ein Verfahren zur Ermittlung des Ortes künstlicher Erschütterungen. Im Jahr 1920 wurde er zum Mitglied der Leopoldina gewählt. Am 4. April 1921 gründete er die SEISMOS GmbH mit Sitz in Hannover. Seine Arbeiten wurden nachhaltig von seinem Lehrer Emil Wiechert unterstützt. Sein Aufschlussverfahren führte weltweit zum Ansteigen der Erdölfördermenge. Mintrop lehrte als Ordinarius für Markscheidekunde und Geophysik von 1928 bis 1945 an der Universität Breslau und von 1946 bis 1948 an der RWTH Aachen. Darüber hinaus gehörte Mintrop unter anderem mit  Karl Erich Andrée, Gustav Angenheister, Immanuel Friedländer, Beno Gutenberg, Franz Kossmat, Gerhard Krumbach, Karl Mack, Peter Polis, August Heinrich Sieberg und Emil Wiechert zu den Gründungsmitgliedern der am 19. September 1922 in Leipzig gegründeten Deutschen Seismologischen Gesellschaft, der heutigen Deutschen Geophysikalischen Gesellschaft.

## Ehrungen
Am 19. Mai 1949 wurde Mintrop von der Montanistischen Hochschule Leoben aufgrund seiner hervorragenden Forschungstätigkeit auf dem Gebiet der Angewandten Geophysik der Ehrendoktor verliehen. Von Bundespräsident Theodor Heuss erhielt er am 9. September 1955 das Große Verdienstkreuz des Verdienstordens der Bundesrepublik Deutschland.

## Werke
- Einführung in die Markscheidekunde. mit besonderer Berücksichtigung des Steinkohlenbergbaues. 2. verbesserte Auflage. Springer, Berlin 1916, S. 215.
- Beobachtungsbuch für markscheiderische Messungen. 3. verbesserte u. verm. Auflage. Springer, Berlin 1916, S. 120.
- Zur Geschichte des seismischen Verfahrens zur Erforschung von Gebirgsschichten und nutzbaren Lagerstätten. In: Mitteilungen der Seismos-Gesellschaft. Selbstverlag der Seismos, 1930, S. 114.
- Geophysikalische Verfahren zur Erforschung von Gebirgsschichten und Lagerstätten. In: Die technische Entwickelung des deutschen Steinkohlenbergbaues seit der Jahrhundertwende. Band 1 (Markscheidewesen), Teil 1. Glückauf, Essen 1941, S. 86.